# Гуменюк Сергій Валерійович
Сергій Валерійович Гуменюк (нар. м. Львів, Україна) — український фотохудожник, журналіст, громадський діяч. Заслужений діяч мистецтв України (2016). Художник міжнародної федерації фотомистецтв (AFIAP). Член НСФХУ. Голова правління громадської організації «Одеська фотографічна асоціація».
Учасник та організатор фотовиставок, член журі фотоконкурсів.
Як фотожурналіст співпрацює із міжнародними фотоагентствами (Reuter, EPA), фотографує, пише статті для газет та журналів.
Займається дослідженням розвитку фотографії в Одесі та області, один із авторів фотокниги «Одещина. Край та люди».
Живе та працює в Одесі.

## Нагороди та відзнаки
- Ювілейна медаль «25 років незалежності України» (2016)[1]
- Заслужений діяч мистецтв України (2016)[3]